# Mines d'antimoine de Nakety
En Nouvelle-Calédonie, c'est près de la tribu de Nakéty à Canala, sur les rives du Kômwâdu, petit affluent de Ouen Nakéty, le long du RPN 3 vers Poupa-Dothio, que furent instituées une vingtaine de concessions minières entre 1876 et 1892. Le filon de stibine - le minerai d'antimoine - était suffisamment prometteur avec des teneurs moyennes de 25-35%, voire 50%, pour qu'il fût exploité entre 1883 et 1884 par L'Antimony Company Limited. Quelque 1600 tonnes de minerai d'antimoine furent ainsi produites. En 1884, une fonderie fonctionna quelques mois sur le site, mais sans grand succès, ni rendement. La mine s'endormit donc au début de 1885. Sans doute, la faible puissance du gisement, l'éloignement du site, le coût prohibitif de sa production, les difficultés rencontrées pour le fonctionnement du fourneau et une demande mondiale somme toute très modeste, obligèrent les exploitants à fermer les mines.

## Découverte
La présence d'antimoine est surtout connue sur la Côte Est de la Nouvelle-Calédonie, en un seul endroit, près de la tribu de Nakéty à Canala. Sur les contreforts schisto-argileux bordant l'Ouen Nakéty, courent une série de veines quartzeuses presque verticales, puissantes parfois de 2 à 3 mètres. Mais les teneurs moyennes en stibine, après triage ne paraissent ne pas avoir dépassé 35%, même si les premiers affleurements exploités ont parfois révélé des teneurs à plus de 50%.
Les géologues Jules Garnier (1867) et Emile Heurteau (1876) n’avaient jusque-là pas signalé la présence de minerai d'antimoine en Nouvelle-Calédonie dans leurs travaux.
Dans cette région, une première concession dénommée Inépuisable pour « nickel »avait été déclarée par prise de possession le 17 juillet 1876 par un commerçant de Thio, John Champion. Mais grâce à une découverte fortuite de stibine (minerai d'antimoine), ce premier terrain minier de 4,49 ha se trouvera rapidement encadré d’un certain nombre de concessions demandées notamment par le libéré Auguste Bouteiller (8 concessions entre 1877 et 1883) et par un commerçant de la place, Jean-Baptiste Féraud (voir tableau 1). Entre décembre 1877 et juin 1878, pas moins d’une douzaine de demandes de concessions seront ainsi déposées chez le garde-mines de Canala :
Tableau 1 : Liste des concessions minières d'antimoine à Nakéty.
| Nom des concessions      | Demande d'institution & mutation | Propriétaires                                | Superficies accordées après le 15 mai 1878 |
| 1. Inépuisable (nickel)  | 17 juillet 1876 1893             | John Champion S.L.N.                         | 4 ha 49 a 40 ca                            |
| 2. Berthe B              | 11 décembre 1877 1880-81         | Jean-Baptiste Féraud Higginson & Hanckar     | 5 ha 97 a 86 ca                            |
| 3. Bébé no 1             | 15 décembre 1877 18 avril 1878   | Auguste Bouteiller Jean-Louis Hubert Hanckar | 1 ha 04 a                                  |
| 4. Bertin no 1           | 15 décembre 1877 18 avril 1878   | Auguste Bouteiller Jean-Louis Hubert Hanckar | 2 ha 87 a                                  |
| 5. Bertin no 2           | 19 décembre 1877 18 avril 1878   | Auguste Bouteiller Jean-Louis Hubert Hanckar | 3 ha                                       |
| 6. Léonie                | 18 janvier 1878                  | Jean Baptiste Féraud                         | 95 ha 22 a 57 ca                           |
| 7. L'Antimonieuse        | 27 février 1878 5 décembre 1880  | Jean-Baptiste Féraud John Higginson          | 5 ha                                       |
| 8. Les Balkans           | février 1878 1881                | Auguste Bouteiller Higginson & Hanckar       | 100 ha                                     |
| 9. Bébé no 2             | 18 mars 1878                     | Auguste Bouteiller Jean-Louis Hubert Hanckar | 3 ha 02 a 91 ca                            |
| 10. La Paix              | 18 mars 1878 1881                | Auguste Bouteiller Jean-Louis Hubert Hanckar | 1 ha 38 a 13 ca                            |
| 11. L'Inattendue         | 8 avril 1878 4 février 1881      | Edouard Bridon Jean-Louis Hubert Hanckar     | 1 ha 62 a 22 ca                            |
| 12. Ville de Nouméa      | mai 1878 1890                    | Higginson & Hanckar S.L.N.                   | 100 ha                                     |
| 13. L'Etoile             | juin 1878 1881                   | Higginson & Hanckar Higginson & Hanckar      | 95 ha                                      |
| 14. Victorienne          | décembre 1881 1893               | Thomas Stilling S.L.N.                       | 99 ha                                      |
| 15. Refuge               | juillet 1883 1893                | Jean-Louis Cassou S.L.N.                     | 1 ha                                       |
| 16. Reprise no 1         | juillet 1883 1893                | Auguste Bouteiller S.L.N.                    | 2 ha                                       |
| 17. Reprise no 2         | août 1883 1893                   | Auguste Bouteiller S.L.N.                    | 4 ha                                       |
| 18. Peut-Etre A, B, C, D | septembre 1883 1893              | Higginson & Hanckar S.L.N.                   | 149 ha 33 a 16 ca puis 153 ha 82 a         |
| 19. Mair                 | octobre 1883 1894                | Higginson & Hanckar S.L.N.                   | 96 ha 60 a                                 |
| 20. Récompense           | mars 1884 1893                   | Higginson & Hanckar S.L.N.                   | 142 ha 34 a 20 ca                          |
| 21. Claire               | avril 1892 1938                  | Hodgson & Freeman S.L.N.                     | 25 ha                                      |
| Permis de recherches     |                                  |                                              |                                            |
| 22. Avenir               | juin 1884                        | Chotteau                                     | 6 ha                                       |
| 23. Olivier Cromwell     | ?                                | ?                                            | ?                                          |

La découverte de la stibine remonterait en fait à décembre 1877. Elle aurait été faite par hasard, par un cultivateur de Nakéty, Auguste Béchet. Un négociant de Canala, Jean-Baptiste Féraud, prendra rapidement possession, le 11 décembre 1877, du terrain de la découverte, sur une superficie de 4 hectares, dénommé Berthe B sous forme d’un carré de 200 m de côté englobant un gisement qui annonçait « l’existence de zinc, plomb et galène argentifère » situé sur les flancs de la montagne Acrobeu. Les deux hommes formèrent le même jour une association avec comme directeur-responsable, Jean-Baptiste Féraud.
Paul Cordeil (1885 : pages 102-103) dans Origines et progrès de la Nouvelle-Calédonie a rapporté l’histoire de la découverte inopinée de l’antimoine à la suite d'un incendie de brousse : « L'antimoine est encore un métal calédonien appelé à beaucoup d'avenir ; voici comment on raconte la découverte de ce métal: M. Fullet faisait partir force coups de mines dans les quartz de sa propriété de Nakéty ; l'un d'eux alluma un incendie qui détruisit presque un village canaque. Le lendemain, un colon des environs, Béchet, alla visiter l'incendie et trouva un morceau de métal fondu au pied d'un arbre ; il crut, à son éclat et à sa couleur, avoir trouvé de l'argent mais il fut tiré de son erreur par un Marseillais tenant magasin à Canala, M. Féraud, qui lui acheta pour presque rien sa trouvaille. Féraud quitta son commerce pour exploiter la mine et y dépensa une partie de son avoir. Un certain M. Bouteiller, qui n'était guère plus riche, vint s'installer auprès de lui. Ce fut la misère et un beau jour, [vers 1880-1881] MM. Hanckar et Higginson, ayant acheté leur concession et les mines voisines, finirent par confondre leurs intérêts. A l'heure qu'il est, on extrait de Nakéty plus de deux mille tonnes d'antimoine ; pour traiter ce minerai, des fourneaux ont été construits sur le lieu même de production.
D'autres font honneur à MM. J. Champion, Bridon et Bouteiller de la découverte de l'antimoine à Nakéty... ».
Cette version est confirmée par le rapport de la Commission de délimitation nommée par ordre du Gouverneur le 24 janvier 1878 et lettre du 21 février 1878 et dont les conclusions seront présentées en Conseil privé les 4 & 6 mai 1878 : « La prise de possession connue sous le nom de Berthe B a été faite par M. Féraud, le 11 décembre 1877 ; cette déclaration a eu lieu à la suite de recherches faites par M. Béchet, colon à Nakety ; c'est lui, qui le premier, a trouvé des traces d'antimoine dans cette partie de l'île ; qui a donné les indications nécessaires pour l'occupation du terrain ; qui a planté ou fait planter les piquets ». C’est justement à cause d’un désaccord entre les limites réelles de la Berthe B sur le terrain et celles décrites dans la déclaration de prise de possession que cette Commission se sera déplacée à Nakety en mars 1878 pour trancher le différend qui opposait les premiers concessionnaires entre eux.

## Temps des conflits
Très rapidement, cette nouvelle découverte avait attiré d’autres mineurs amateurs, pressés de participer à leur manière à la promesse d’une nouvelle richesse minière, voire de spéculer en revendant plus tard leurs droits au plus offrant.
L'antimoine semblait affleurer de partout ou, tout au moins, l'espérait-on. Ainsi, dès le 15 décembre 1877, Auguste Bouteiller, déclarait par prise de possession un terrain minier de 2 hectares dénommé Bertin no 1 et un autre d’un hectare dénommé Bébé no 1 puis, quatre jours plus tard, le 19 décembre, un autre terrain de 3 hectares sous le nom de Bertin no 2, omettant au passage de signaler la nature du minerai découvert. Le 21 décembre 1877 un télégramme du directeur de l'Intérieur au garde-mines de Canala relevait d’ailleurs cet « oubli » : « Vous annoncez par télégramme du 19 courant avoir délivré permis collectif à Bouteiller pour concession Bertin no 2.— Avez omis indiquer nature minerai. — Prière réparer omission et avoir soin indiquer à l'avenir nature minerai ».
La fièvre antimonieuse qui allait s’emparer de Nakéty souleva dès le début des conflits entre les premiers protagonistes, notamment pour la délimitation de la Berthe B, première concession déclarée mais qui était l'objet de contestations. C’est donc dans ce contexte de conflits signalés à l’Administration qu’avait été nommée par ordre du Gouverneur le 24 janvier 1878 et lettre du 21 février, une Commission chargée d’examiner les déclarations des uns et des autres. Elle commença ses travaux le 10 mars suivant, réunissant les parties adverses pour arriver à un arrangement. Elle procéda dès le lendemain sur le terrain au levé des piquets comme indiqués par l’une ou l’autre partie et au tracé d’un plan d’ensemble des concessions qui sera dressé le 15 mai 1878.
Entretemps, de nouvelles concessions avaient été demandées par les protagonistes : Les Balkans de 100 hectares pour Bouteiller par acte administratif le 25 février 1878 et L’Antimonieuse de 5 hectares pour Féraud, le 27 février.
Certaines demandes de concession étaient d'ailleurs faites tout à fait hâtivement et sans qu'aucun indice d'antimoine n'eût, semble-t-il, été découvert. Ainsi, le procès-verbal de visite de la Reprise no 1 par le garde-mine de Canala, Liévin Revel, le 23 août 1883 constatait : « Ai mis M. Bouteiller en demeure de montrer le gisement. Il nous a répondu qu'il n'en connaissait point mais qu'il espérait trouver de l'antimoine après quelques travaux de recherches ». De même, lors de sa visite sur la concession le Refuge, le garde-mines écrivait le 4 août 1883 que « Le sieur Cassou nous a déclaré dans le bureau des mines de Canala qu'il n'avait pas trouvé de gisement minier, mais qu'il avait placé sa prise de possession au-dessus de la Reprise,dans le cas où l'on trouverait du minerai dans cette dernière concession… ». D'ailleurs, les concessions Reprise 1 & 2 n’étaient pas établies pour l'extraction du minerai mais, poursuivait le garde-mines de Canala, visiblement désabusé : «… dans le but d'établir une buvette pour les ouvriers des mines d'antimoine voisines. Il n'existe pas d'affleurements sur le terrain ! ».

## Inflation des demandes de concessions
Dès le début, on constate aussi que les demandes de concession portaient sur des surfaces importantes (100 ha), que les inventeurs justifiaient par un discours quasi identique : « Ce périmètre présente des indices de minerais antimonieux mais comme les difficultés inhérentes au pays ne lui ont pas encore permis de faire les travaux suffisants pour satisfaire aux prescriptions de l'article 53, relatives à la description détaillée du gîte.... L'importance de ces gîtes qui entraînera des travaux coûteux pour arriver à une exploitation économique, ce qui contribue encore à démontrer la nécessité d'une concession de superficie exceptionnelle. De plus, les travaux n'ont pu recevoir assez de développement pour fournir des renseignements plus précis… ». Tel était le cas des demandes de concessions Léonie par Jean-Baptiste Féraud ; Victorienne par Thomas Stilling ; Les Balkans par Auguste Bouteiller ; L'Etoile par John Higginson & Jean-Louis Hanckar.
Vu l'immense surface que couvraient certaines de ces concessions en comparaison de la faible étendue des filons, nombre d'entre elles étaient plutôt demandées à titre de provision, voire à visées spéculatives car la présence de stibine restait tout à fait subjective. Le cas de la concession Peut-Etre, divisée en quatre parties qui encadraient de plus anciennes mines était sur ce point révélateur... Devant le nombre croissant de demandes de concessions l'Administration avait déjà rappelé à cet effet par un avis publié le 6 mai 1874 dans le Moniteur de la Nouvelle-Calédonie que « Les prises de possession de concessions minières se multiplient en Nouvelle-Calédonie ; mais on paraît trop disposé à croire que, le prix des permis de miner une fois payé, il ne reste plus d'autre obligation à remplir... ». Or, l'arrêté du Gouverneur du 13 septembre 1873 imposait aux concessionnaires d'y effectuer des travaux continus sous peine d'avoir leurs droits déchus...

## Premiers travaux
Les premiers balbutiements de l'exploitation se limitèrent à la fin des années 1870-début des années 1880, à des travaux de faible importance pour la collecte de blocs superficiels de minerai à forte teneur, avant leur mise en sac pour une évacuation par le bateau du Tour de Côte. Compte-tenu du manque de moyens techniques, de main-d'œuvre et d'infrastructures, on peut estimer que la production resta malgré tout très modeste. Parfois, le mineur-inventeur devait céder des parts de sa mine à un négociant pour s'approvisionner à meilleur compte en un matériel d'extraction très simple. Ainsi, le 26 juin 1878, était signé un accord entre Edouard Bridon, pour 70 parts de la mine L'Inattendue et Joseph Henochsberg, négociant à Nouméa, pour 30 parts de la mine. En échange, ce dernier fournissait « un matériel consistant en une forge, avec ses accessoires, des pics, pelles, coins, burins et autres outils, plus sept cents sacs neufs » pour un prix global de 3500 francs et il s'engageait aussi à avancer la somme de 175 francs par tonne de minerai d'antimoine qui lui serait livrée ; minerai d'une teneur de 65% minimum !
Les rivalités entre petits mineurs donnaient lieu parfois à des plaintes. Ainsi, Auguste Bouteiller de la mine La Paix, écrivait le 16 août 1878 au garde-mines de Canala : « Je me suis aperçu que tout le minerai avait été enlevé... Après informations prises, je suis porté à croire que c'est M. Féraud qui a fait disparaître ce minerai en y employant ses ouvriers. Un de ces derniers m'a affirmé qu'il y en avait au moins 60 sacs ».
En mars 1882, Liévin Revel rédigea un rapport qui résumait l’historique des exploitations de 1878 à 1882 :
Direction de l'Intérieur
Service des Mines de Canala
no 59
Rapport sur les mines d'antimoine de Nakéty
Historique — Le terrain minier occupé actuellement par la CieHigginson-Hanckar, avait été primitivement morcelé et divisé, au gré des demandeurs, en huit prises de possessions variant de 1 à 5 hectares et en quatre concessions de 100 hectares chacune.
Au commencement de 1878, M. Féraud, négociant à Canala, déclarait la concession dite Berthe B de 5 ha 97 a 35 ca. À la suite de cette prise de possession, vinrent s'échelonner successivement dans le sens de la direction présumée du filon, les mines suivantes :
Bébé no 1                        1 ha déclarée par Bouteiller
La Paix 1 ha 36               “       “      “
Bertin 1                           2 ha                  “       “      “
Bertin 2                           3 ha                  “       “      “
L'Inattendue 1 ha 66 déclarée par M. Bridon
Bébé no 2                        3 ha M. Hanckar
L'Etoile 100 ha                       “
La Ville de Nouméa 100 ha M. Desmazures
L'Antimonieuse 5 ha M. Féraud
Ces mines se trouvent placées sur une montagne à 4 kilomètres environ de la route de Canala à Nakéty, sur la rive gauche de la rivière qui porte ce nom.
Les affleurements trouvés en différents endroits et notamment sur la Berthe, Bébé 2, Bertin 2, présenteraient un sulfure d'antimoine (stibine, SbS3) de structure lamellaire, d'une teneur de 56 à 60% d'antimoine métallique et coupé par des veines de quartz.
Etat des travaux exécutés en 1878 — Les travaux exécutés à cette époque consistèrent en deux puits foncés sur la ligne limite des concessions La Paix et L'Inattendue, à une profondeur de 18 à 20 mètres. MM. Bridon et Bouteiller s'acharnant après ce point dont ils s'étaient disputés la possession avant la délimitation, foncèrent deux puits jumeaux séparés par une paroi centrale de 40 centimètres à peine, qui était leur limite. La chronique locale rapporte que les propriétaires de ces claims, animés l'un contre l'autre de sentiments hostiles, assistaient à l'exécution de leurs travaux, armés tous deux d'un revolver.
Ces puits ont été comblés en partie par les éboulements de la paroi centrale. On en a extrait un peu de minerai de bonne qualité ; le filon ayant été recoupé à 10 mètres de l'ouverture du puits.
M. Hanckar, propriétaire du claim Bébé 2, perça une galerie d'allongement sur le flanc de la montagne, à 5 mètres plus bas du point cité plus haut. Une centaine de tonnes de minerai d'une qualité médiocre, furent extraites et restèrent sur le carreau de la mine.
A l'extrémité Sud du Bertin no 2, deux tronçons de galerie, l'un de 10 mètres et l'autre en croix de 15 mètres, dirigé E-O, donnèrent du minerai de très bonne qualité, très peu mêlé de quartz, et disséminé dans de l'argile rouge, mais la veine avait une puissance très faible.
C'est de cet endroit que les plus beaux spécimens furent extraits ; des blocs de grande dimension, détachés de la masse générale du filon ont été trouvés au milieu de l'argile.
Malheureusement à cet endroit cette veine se perd ; son orientation et son inclinaison sont identiques à celles qui seront données pour le filon.
Dans la Léonie, deux galeries, l'une de quelques mètres, l'autre de 20 mètres, ont été percées pour rechercher le filon en direction, mais on ne trouva pas trace de minerai.
Enfin, M. Féraud fonça un puits de 20 mètres sur L'Antimonieuse, mine située sur le flanc de la montagne qui fait face à Canala, et suivit une veine verticale de 20 centimètres d'épaisseur.
Tel était l'état des travaux à la fin de l'année 1878. Dans ces conditions, il était impossible aux intéressés d'exploiter avantageusement l'antimoine. En effet, le filon orienté à peu près E-O, avec un plongement au N-E et redressé verticalement aux mines La Paix et L'Inattendue avec un léger plongement en sens contraire (S-O), ne pouvait être exploité que sur une très petite longueur en direction par M. Hanckar à la mine Bébé no 2.
M. Féraud qui empêchait ses voisins de s'étendre en direction dans la Berthe, était lui-même limité en inclinaison ; le filon étant incliné à 48° environ.
Une pareille situation ne se serait jamais présentée si les particuliers, au lieu de choisir leur terrains en aveugle, avait laissé à l'Administration le soin de répartir convenablement les concessions minières, comme cela se pratique en France.
C'est un abus occasionné par les prises de possession. Il est évident que ce terrain ne pouvait être fractionné et qu'une concession unique, établie à cet endroit, avait [toute] chance de réussite à la condition d'avoir tout le terrain, soit 450 hectares environ.
Cette façon de procéder, comme pour les mines de nickel et autres, a amené dans la colonie, le règne de l'agiotage.
(Canala, 18 mars 1882, le garde-mines, L. Revel).
Au début des années 1880, nombre de ces concessions seront toutefois cédées à John Higginson et Jean-Louis Hanckar.

## Antimony Company Ltd
C'est au cours de l'année 1883 qu'une exploitation plus importante des filons de stibine sera tentée par Higginson et Hanckar à l'origine de l'Antimony Company Limited.
L'Antimony Company fut constituée à Glasgow (Ecosse) le 1er juin 1883 entre Edouard Marbeau, propriétaire à Paris ; Jean Louis Hubert Hanckar de Canala ; John Higginson de Nouméa; Henri Cardozo, ingénieur civil à Pau ; David Storer, Robert King, James Arthur, tous trois marchands à Glasgow et George Readman d'Edimbourg. Le capital de la Société était de 150.000 Livres (3.750.000 francs) divisé en 15000 actions de 10 Livres (250 francs) chacune. Dans une convention annexe signée entre tous les actionnaires le 1er juin 1883, il était convenu que James Arthur et David Storer achèteraient pour 135.000 Livres (3.375.000 francs) les mines d'antimoine, minerais, matériels et machines détenus par John Higginson et Jean Louis Hubert Hanckar à Nakéty, payés par l'attribution de 13500 actions. Par ailleurs, la New Caledonia Mines Company représentée par James Arthur et David Storer versait à Higginson et Hanckar la somme de 30000 Livres (750.000 francs) en contrepartie de 4500 actions prises sur leurs 13500 actions. Trois mille de ces actions étaient attribuées à L'Antimony Company et 1500 étaient réservées pour rémunérer le conseil d'administration (Board of Directors) de la Compagnie jusqu'en 1887. En contrepartie, Higginson et Hanckar devaient fournir à la Compagnie tous les titres de propriété des mines et matériels cédés dans un délai de six mois à compter du 1er avril 1883. Mais la propriété du domaine minier de Nakéty était loin d'être claire. James Arthur et David Storer achetaient également pour la somme de 15.000 Livres (375.000 francs) équivalent à 1500 actions, la part détenue par la New Caledonia Mines Company dans les usines de Kirkintilloch (Ecosse) qui traitaient les minerais de cobalt et d'antimoine. Cette société écossaise sous la dénomination The New Caledonia Mines Company avait été créée à Glasgow le 18 mars 1882 au capital de 300.000 Livres partagé entre d'une part, MM. James Arthur, Robert King, George Readman, James Reid Stewart et David Storer et d'autre part, John Higginson qui possédait en son nom propre comme en celui de partenaires comme Jean-Louis Hanckar, 14000 des 30000 actions. L'objet de la Compagnie était l'exploitation des mines de cobalt dans le but de transformer le minerai selon un procédé mis au point par le fils de George Readman, James, dans l'usine de Kirkintilloch près de Glasgow.
Le siège de L'Antimony Company était situé à Glasgow avec une succursale à Nouméa. Le conseil d'administration de la Compagnie était constitué de 5 à 10 membres et chaque actionnaire possédant 50 actions au moins de la Compagnie pouvait en devenir membre. Les premiers membres seront : James Arthur, Henri Cardozo, Jean-Louis Hanckar, John Higginson, Edouard Marbeau, Robert King et George Readman (tous deux membres du conseil d'administration de la New Caledonia Mines Company), James Reid Stewart et David Storer.
La Compagnie était ainsi réputée propriétaire de mines ou de parts de mines, soit pour lui avoir été apportées par Higginson et Hanckar, soit au moyen d'achats directs effectués par la Compagnie, soit par actes de concessions octroyés par le gouvernement de la Colonie ou bien encore au moyen de demandes de concession non encore régularisées. L'ensemble du domaine minier représentait un peu plus de 1080 ha dont 886 ha à Nakéty :
Tableau 2 : Origine des concessions acquises parL’Antimony Company.
| Nom de la concession | Localité | Contenance  | Quotité de la Compagnie | Provenance                           | Date du titre minier |
| Antimonieuse         | Nakéty   | 5 ha        | totalité                | achetée à J.B. Féraud                | 26 novembre 1879     |
| Bébé no 1            | id.      | 1,4 ha      | totalité                | achetée à A. Bouteiller              | 16 avril 1881        |
| Bébé no 2            | id.      | 2,8290ha    | totalité                | achetée à A. Bouteiller              | 16 avril 1881        |
| Berthe B             | id.      | 5,9786 ha   | totalité                | achetée 3/4 à Féraud ; 1/4 à Hanckar | 26 novembre 1879     |
| Bertin no 1          | id.      | 2 ha        | totalité                | achetée à A. Bouteiller              | 16 avril 1881        |
| Bertin no 2          | id.      | 3 ha        | totalité                | achetée à A. Bouteiller              | 16 avril 1881        |
| Inépuisable          | id.      | 4 ha        | totalité                | achetée à J. Champion                | 14 juillet 1876      |
| L'Etoile             | id.      | 95 ha       | totalité                | achetée à J.B. Féraud                | 10 juin 1881         |
| L'Inattendue         | id.      | 1,6622 ha   | totalité                | achetée à E. Bridon                  | 3 mars 1880          |
| La Paix              | id.      | 1,381315 ha | totalité                | achetée à A. Bouteiller              | 12 juillet 1880      |
| Léonie               | id.      | 95,2257 ha  | totalité                | achetée à J.B. Féraud                | 14 novembre 1879     |
| Les Balkans          | id.      | 100 ha      | totalité                | achetée à A. Bouteiller              | 10 juin 1881         |
| Mair                 | id.      | 100 ha      | totalité                | Higginson & Hanckar                  | 26 octobre 1883      |
| Nabab                | Dothio   | 100 ha      | 3/4 (1/4 Bouteiller)    | Higginson                            | 26 avril 1882        |
| Noli Tangere no 2    | Dothio   | 4 ha        | 3/4 (1/4 Bouteiller)    | Higginson                            | 28 mars 1882         |
| Peut-être            | Nakéty   | 153 ha      | totalité                | Higginson & Hanckar                  | 6 septembre 1883     |
| Prince               | Coui     | 100 ha      | ½ (1/2 W. Morgan)       | Higginson                            | 17 septembre 1883    |
| Récompense           | Nakéty   | 100 ha      | 4/5 (1/5 Evain)         | Higginson & Hanckar                  | 31 mars 1884         |
| Refuge               | id.      | 1 ha        | totalité                | achetée à J.L. Cassou                | 26 juillet 1883      |
| Reprise no 1         | id.      | 2 ha        | totalité                | achetée à A. Bouteiller              | 9 juillet 1883       |
| Reprise no 2         | id.      | 3 ha        | totalité                | achetée à A. Bouteiller              | 8 août 1883          |
| Storer no 2          | id.      | 100 ha      | totalité                | Higginson & Hanckar                  | 12 septembre 1883    |
| Ville de Nouméa      | id.      | 100 ha      | 1/2 (1/2 Bouteiller)    | Higginson & Hanckar                  | 11 mai 1878          |

## Premiers travaux de l'Antimony Company
A Nakéty, M. Duboisé, directeur de L’Antimony Company était secondé par Louis Pelatan, ingénieur-en-chef et MM. Jeantet & Koch, ingénieurs. M. Bennett, un Anglais, en était le contremaître. Les ouvriers, une vingtaine, étaient majoritairement des Néo-Hébridais. Les visites mensuelles du garde-mines de Canala, Liévin Revel nous décrivent pas à pas les progrès effectués dans l'exploitation centrée sur les terrains des concessions Peut-Etre A, partie Sud, Léonie et Bertin no 1.
En avril 1884, une trentaine d'ouvriers, des Néo-Hébridais engagés pour des contrats de trois ou cinq ans et commandés par M. Bennett étaient employés aux travaux d'exploitation et de tri du minerai. Un tramway automoteur construit à flanc de coteau desservait les diverses galeries jusqu'à un plan incliné qui amenait les minerais extraits sur une plateforme qui dominait le four à liquation. De ce point, un second tramway de 1500 m reliait la mine à la route de Nakéty à Canala. Puis le minerai était chargé sur des charrettes à bœufs jusqu'à l'embarcadère situé sur la rivière de Nakéty à 4 km de là. Chargé sur des chalands, le minerai à 34-40% de teneur descendait les 4 derniers kilomètres de la rivière pour être déchargé sur la plage dans l'attente d'être embarqué sur un navire en mer à destination de l'Ecosse.
Au début de l'exploitation, le minerai était exporté tel quel après un tri sommaire : la Compagnie voulait obtenir la plus grande quantité possible de minerai de 1re qualité à 50%. Dès août 1883, trente tonnes de minerai étaient expédiées au bord de mer pour être transportées par le premier bateau qui se rendrait à Nakéty. En décembre 1883, les travaux étaient dirigés de façon à obtenir le plus de minerai de 1re et 2e qualités (34-40%) que la compagnie devait expédier à Glasgow.

## Travaux de l’usine
À la fin de l'année 1883, la Compagnie envisagea toutefois l'installation d'un fourneau afin de traiter sur place le minerai. En janvier 1884, son emplacement était définitivement choisi, en bas du plan incliné automoteur lui aussi en construction, sur le site de la mine Léonie. Une locomobile de 4 atmosphères, système Herman-La Chapelle, un concasseur, plus un matériel de fourneau arrivèrent à Nakéty. On les transporta au pied du plan incliné au moyen de charrettes à bœufs. Deux ingénieurs MM. Koch et Jeantet dirigeaient les travaux de construction. Il s'agissait d'un petit fourneau de 3,50 x 3 mètres. Les tubes de liquation avaient 1 mètre de hauteur et 20 cm de diamètre à l'ouverture. Les creusets, placés sur des chariots en-dessous des tubes avaient 0,30 mètre de profondeur, 0,25 m à l'ouverture et 0,15 m au fond.
Le fourneau comprenait deux parois rectangulaires où se trouvaient les creusets et trois foyers. Chaque compartiment comprenait trois tubes de liquation. L'inauguration de l'usine eut lieu le 18 février 1884 en présence du gouverneur, du directeur de l'Intérieur et de tous les ingénieurs de la Compagnie. On inaugura aussi le plan automoteur qui amenait le minerai au fourneau.
L'exploitation se développa selon quatre niveaux (voir tableau 3) auxquels s'adjoindront courant 1884, les niveaux 0 et -1. Un puits situé à la côte 307 m donna rapidement de bons résultats même si les conditions d'exploitation étaient pour le moins très dangereuses. Le garde-mine, en visite sur le site en octobre 1883, découvrit stupéfait les installations pour les ouvriers : « On y descend par une benne qui reçoit le mouvement d'un treuil ; quelques échelles peu solides sont au fond... ». Les affleurements découverts lors de la construction du plan incliné ainsi que d'anciens travaux étaient aussi exploités. Le minerai extrait des différents niveaux était descendu jusqu'au pied de la colline, grâce au plan incliné automoteur. Vingt indigènes triaient à la main le minerai destiné au concasseur. Ce triage en 1re, 2e et 3e qualités était très lent et par suite, coûteux. Ces vingt hommes arrivaient à trier environ 400 kilos par jour. Le minerai après avoir subi une perte de 10% par triage sommaire sur le carreau de la mine, donnait :
- 5% de minerai de 1re qualité à 50 à 60 % de sulfure d'antimoine.
- 10% de minerai de 2e qualité à 34 à 40% de sulfure.
- 50% de minerai de 3e qualité à 18% de sulfure.
- 20% de menu et poudre à 20%.
- 15% de pierres.

Ce qui donnait comme teneur moyenne 25% de sulfure. Le garde-mines Liévin Revel, remarquait d'ailleurs que cette teneur diminuerait quand les affleurements auraient été exploités, car le dépilage dans les niveaux ne donnait qu'une quantité insignifiante de minerai de 1re et fort peu de minerai de 2e qualité.
Fin mars 1884, après l'installation du fourneau, les travaux d'exploitation reprirent. Des ordres furent donnés pour que la production s'élevât à 250 tonnes par mois. Toutefois, les teneurs restaient malgré tout modestes dans les niveaux. De plus, le coût des travaux devenait de plus en plus prohibitif. En mai 1884, on estimait à 60 francs le prix du mètre d'avancement pour les galeries et à 90 francs celui pour les puits.
Tableau 3 : État des travaux entre août 1883 et septembre 1884.
| Travaux                | Travers-bancs             | Galeries                  | Puits de liaison     | Remarques                                                             |
| niveau -1              | —                         | 18 m                      | —                    | ouvert en juin 84 entre niveaux 0 et 1.                               |
| niveau 0               | 47,60 m                   | 97,50 m                   | —                    | ouvert en mars 1884. Filon dans une partie stérile.                   |
| niveau 1               | —                         | 57,30 m                   | 18 m (du 1 au 2)     | minerai de 3e qualité.                                                |
| niveau 2               | 24,40 m                   | 240,60 m                  | 28 m (du 2 au 3)     | minerai de 3e qualité.                                                |
| niveau 3               | 78 m                      | 56 m                      | en cours (du 3 au 4) | minerai de 3e qualité.                                                |
| niveau 4               | 81 m                      | 109 m                     | —                    | minerai très mêlé au quartz.                                          |
| « vieux travaux »      | sup. : 9,75 m inf. : 22 m | 57 m 26 m                 | 17 m (inf. au sup.)  | minerai de bonne qualité de quelques cm à 2 pieds de puissance.       |
| niveau plan automoteur | sup. : 6 m inf. : 27,40 m | 56,70 m                   | 11 m                 | petite quantité de minerai.                                           |
| Puits                  | Profondeur                | Profondeur                | Puits de liaison     | Remarques                                                             |
| 307                    | 30 m                      | 30 m                      | 20 m (du 1 au 307)   | minerai de 1re qualité de 5 pieds de puissance ; travaux en carrière. |
| P                      | 30 m + 2 galeries de 18 m | 30 m + 2 galeries de 18 m | --                   | --                                                                    |
| P'                     | 30 m                      | 30 m                      | --                   | --                                                                    |

Dans son rapport du premier trimestre 1884, le garde-mines constatait un autre fait alarmant pour les exploitants, celui de la pauvreté du gisement. Il écrivait à ce sujet : «... dans le dépilage des niveaux, il n'existe aucune concentration du minerai dans le filon de quartz ; le minerai est disséminé en mouches et nécessite de grands frais d'abattage pour ne fournir que du minerai de 3e qualité. La zone riche paraît diminuer en profondeur; le 4e niveau qui est d'avancement dans le filon, continue à être stérile alors qu'il aurait dû recouper la colonne de richesse ». La région la plus productive était la tête du filon qui émergeait au sommet de la montagne.
Tableau 4 : Etat de la production au 30 avril 1884.
| Minerai trié     | Production | Valeurs       | Teneurs |
| no 1             | 8200 kg    | 1640 francs   | 68%     |
| no 2             | 7900 kg    | 1185 francs   | 48%     |
| no 3             | 11.300 kg  | 1130 francs   | —       |
| Minerai non-trié |            |               |         |
| no 2-3 mélangés  | 10.000 kg  | 1250 francs   |         |
| minerai broyé    | 27.000 kg  | 3375 francs   |         |
| menu             | 21.800 kg  | 2180 francs   |         |
| gros morceaux    | 2000 kg    | 250 francs    |         |
| Total            | 88.200 kg  | 11.010 francs |         |

Extrait d'un inventaire de la mine d'antimoine au 30 avril 1884.
(Source : archives de la SLN, SH/109)

## Mésaventures du fourneau
Le fait saillant à signaler pour le 1er trimestre 1884, était bien entendu l'installation du fourneau, système Malboscq, pour la liquation de l'antimoine —opération sidérurgique qui consistait à séparer par fusion des métaux de fusibilité différente. Mais le fourneau ne donna pas les résultats que l'on attendait. Des pertes par volatilisation se produisaient, et en outre, pour déterminer le degré de chauffe convenable, les exploitants s’étaient livrés à des expériences qui amenèrent à une usure rapide des tubes de liquation. De plus, le fourneau exigeait pour le chargement, le déchargement et le nettoyage, beaucoup de main-d'œuvre : pas moins de quatorze ouvriers payés dix francs par jour. A ce taux, le prix de revient fut rapidement excessif.
Début mars 1884, le garde-mines constatait déjà que les résultats de la liquation du sulfure d'antimoine n’étaient guère satisfaisants. On ne retirait que 100 kilos de régule (de regulus « petit roi » - nom courant de l'antimoine du commerce) par 24 heures, soit une moyenne de 33 kilos par opération qui durait au moins 8 heures. Au bout de trois opérations, les tubes de liquation et les creusets étaient tellement encrassés qu'il fallait un nettoyage complet qui durait de 7 à 8 heures ! Il existait en outre un point défectueux dans le fourneau : la galerie rectangulaire qui renfermait les creusets contenait en sa paroi supérieure des ouvertures qui permettaient de chauffer les creusets avant la liquation. Ces ouvertures étaient placées trop haut et étaient trop petites : les creusets ne s'échauffaient pas suffisamment. Le sulfure d'antimoine fondu que l'on retirait alors était en grenaille et n'offrait pas une masse compacte et homogène. Les ouvriers étaient obligés de le refondre dans un petit fourneau pour le purifier par une, ou quelquefois deux fusions. Il existait en outre une grande perte de minerai pendant la liquation : les galeries rectangulaires qui contenaient les creusets ne fermaient pas assez hermétiquement et n’étaient pas sutés avec assez de soins. Enfin, il existait des courants d'air qui transformaient le sulfure en oxyde d'antimoine, surtout à la partie inférieure des tubes de liquation. Les scories contenaient beaucoup d'oxyde et d'oxysulfure d'antimoine. Le fourneau ne fonctionna donc que très peu de temps, en février-mars 1884, pour ne produire que 2590 kg de régule d'une valeur de 1154 francs.
Fin mars 1884, la fusion d'antimoine se trouva déjà arrêtée. Les six tubes de liquation étaient brûlés à la suite d'expériences faites pour obtenir huit coulées par période de 4 heures. Et malheureusement, il n'existait pas à l'usine de tubes de liquation de rechange ! Le garde-mines croyait alors qu'un fourneau dit « à réverbère »serait préférable à cause de la dureté de la gangue : le quartz qui formait la gangue du minerai ne se fendillait pas à une température assez basse et ne pouvait détouer(se décrocher, se défaire) aussi facilement dans les tubes que sur le sol du four à réverbère.
Le Néo-Calédonien du 21 avril 1884 rapportait l’incident : « L’usine d’antimoine.— On nous écrit de Nakéty que l’usine d’antimoine, inaugurée vers le 15 février, lors du passage du gouverneur dans cette localité, a suspendu ses travaux depuis quelques jours.
Nous aimons à croire que cette suspension n’est que momentanée, et que l’usine ne tardera pas à se remettre en marche ».
En juillet 1884, les travaux d'exploitation furent suspendus par suite du manque de poudre, de mèches, de dynamite et de détonateurs. Les ouvriers réussirent à se procurer chez les marchands quelques matières explosives mais en si minces quantités qu'ils se trouvèrent bientôt mis en chômage. Certains pensèrent alors à s'embaucher ailleurs. Les roches qui accompagnaient l'antimoine étaient en effet de première dureté et on ne pouvait guère occuper les hommes dans des travaux de surface sans l'emploi de la poudre et de la dynamite. La production du mois de juillet était inférieure à celle des mois précédents par suite de l'intermittence du travail provoquée par le manque de matières explosives.
Finalement, les nouveaux tubes de liquation arrivèrent à l'usine en juin et l'on envisagea les nouvelles coulées vers le 10 juillet. Mais en juillet, le fourneau qui avait été réparé n'était toujours pas allumé. Courant août, des ingénieurs écossais, MM. MacDonald et Ore, prirent la direction des travaux de la mine et de l'usine. De nouveaux essais de liquation furent tentés. En septembre, le garde-mines constatait amèrement que ces derniers n’étaient pas satisfaisants et qu'il était question de faire un changement complet dans l'usine ; l'emplacement, dit-on, avait été mal choisi et le fourneau établi dans de mauvaises conditions. Sur place, la classification du minerai en trois catégories avait cessé ; le peu de minerai qui contenait 50% de sulfure d'antimoine était mis de côté pour être expédié en Europe. Tout le reste devait être passé au fourneau, mais dans les niveaux, la teneur atteignait difficilement le chiffre de 24% de sulfure. En conséquence, il fut question de ne passer au fourneau que du minerai de 2e qualité. Mais la mine ne put l'alimenter suffisamment. En effet, chaque tube de liquation contenait 150 kg de minerai, soit par opération, 150 x 6 tubes = 900 kg. Or, en admettant que l'on ait pu faire 8 coulées par 24 heures (objectifs de la Compagnie), il aurait fallu, 900 kg x 8, soit 7200 kg de minerai par jour. La mine ne fournissait en moyenne que 200 tonnes par mois desquels il fallait défalquer les 10% de perte du premier triage. Les 180 tonnes restantes ne fournissaient que 18 tonnes de 2e qualité. C'était donc la provision de deux journées et demie pour le fourneau. Comme le concluait alors le garde-mines, « Il faudrait donc une année d'extraction pour fournir une campagne de 30 jours... ».

## Fin de l'exploitation
À la suite de toutes ces déconvenues, le fourneau fut définitivement arrêté le 3 octobre 1884. Au total, quelques tonnes seulement de sulfure fondu auront été obtenues. Le lendemain, L’Indépendant du 4 octobre 1884 écrivait : « Antimoine. — On nous assure que des ordres viennent d’être donnés pour la suspension complète de l’exploitation d’antimoine de Nakéty. Tout est arrêté, mines et hauts-fourneaux.
Cette détermination dont la gravité affectera tous ceux qui s’intéressent au développement industriel de la colonie, est due, croyons-nous, à des difficultés passagères qui entravaient sérieusement la marche de l’établissement, et surtout au défaut de travailleurs.
Nous faisons les vœux les plus sincères pour que ces difficultés soient aplanies, et pour qu’on reprenne au plus tôt cette exploitation qui assurait la prospérité de Nakéty ».
L'exploitation s'arrêta finalement au début de 1885. Au total, ce serait 1600 tonnes environ de minerai à 33-35% qui auront été extraites de la mine. Dans un article général sur les mines paru dans La France Australe dans son édition du 21 mai 1891, l'auteur citait le chiffre de 1500 tonnes extraites entre 1882 et 1885 avec une teneur moyenne de 35% et « accidentellement »de 65%.

## Faillite
La date de déclaration de la faillite de la Compagnie doit se situer le 14 février 1887 lors de la dernière assemblée générale des actionnaires. En effet, c'est au cours de cette réunion que Robert Reid, expert-comptable à Glasgow fut nommé liquidateur de L’Antimony Company par délibération des actionnaires présents.
L'actif de la Compagnie sera regroupé en deux lots qui seront mis à prix le 22 février 1890. Le premier lot consistait en biens immobiliers dont le matériel d'exploitation minière, les tramways, le plan incliné, les câbles, les outils et bâtiments avec une mise à prix de 59.000 francs, qui sera acquis par M. Léon Grand au nom de la SLN pour 59.100 francs. Le four à liquation n'avait plus aucune valeur car tous ses tubes étaient brûlés. Le deuxième lot était constitué des mines et parts de mines, minerais et terrains ruraux de la Société. La mise à prix de ce lot, fixée 60.000 francs sera adjugé pour 60.100 francs également à M. Grand pour la SLN. A titre de comparaison, dans l'inventaire de la mine dressé le 30 avril 1884, les investissements en biens mobiliers et immobiliers, coût des travaux, valeur des minerais produits étaient estimés à 307.724,19 francs.
L'ensemble des mines d'antimoine de L'Antimony Company (Antimonieuse, Bébé no 1 & no 2, Les Balkans, Berthe B, Bertin 1 & 2, L'Etoile, Inattendue, Léonie, Mair, La Paix, Peut-être, Récompense, Refuge, Reprise 1 & 2, Ville de Nouméa, Noli-Tangéré no 2) plus la mine Victorienne (99 ha) déclarée en décembre 1881 par Thomas Stilling et située elle aussi à Nakéty ne sera officiellement concédé à la SLN qu'en juin 1906 (Le Bulletin du Commerce du 30 juin 1906). Cet embarrassant domaine minier ne sera d'ailleurs d'aucune valeur pour la SLN.
Enfin, il restait sur place 884 tonnes de minerai d'une teneur assez faible estimée entre 20 et 25% qui se trouve aujourd'hui encore sur le site de la mine.
A la fermeture de la mine, Auguste Bouteiller en devint le gardien. En décembre 1888, deux incendies, coup sur coup, endommagèrent gravement les installations. Auguste Bouteiller porta une première plainte le 17 décembre 1888 pour un incendie causé par un feu de brousse qui avait endommagé la veille une partie du tramway ; et à nouveau, pour un autre incendie les 24 et 25 décembre 1888 qui détruisit cette fois une grande partie du matériel dont la locomobile, le plan incliné et plusieurs cases, hangars et maisons en torchis. De fait, il ne restera que bien peu de matériel utilisable. De plus, la route d'accès à la mine nécessitait une remise en état qui grevait un peu plus les frais de transport du matériel restant entre Nakéty et Thio où la SLN voulait l'envoyer. Auguste Bouteiller voulut bien se charger du charroi de ce matériel moyennant 15 francs par tonne chargée à bord du bateau mais il fallait encore compter 10 francs de frais de transport entre Nakéty et Thio.
Une dernière inspection du site eut lieu le 8 août 1890. Le garde-mines visita la région occupée par l'ancienne mine dite Antimonieuse : « Pour arriver à cette mine, dit-il, on suit un chemin de fer de 1200 m environ, qui longe la rive gauche de la rivière de Nakéty et aboutit à une vallée peu profonde. Au fond de cette vallée et au pied de la montagne, émergent de la surface, des roches quartzeuses de fortes dimensions avec du minerai d'antimoine. Ce dernier paraît riche, il est opaque, d'une couleur blanc étain, d'une structure grenue et cassante ; sur le charbon, il fond facilement en donnant un enduit blanc ; outre l'antimoine, ce minerai pourrait encore contenir de l'arsenic avec de l'argent en faible proportion ». Il constatait que les travaux exécutés à l'époque avaient eu lieu par galerie en suivant la direction Est-Ouest. Toutefois, il remarquait que l'on avait suivi une méthode uniforme, sans exécuter au préalable, des travaux de recherches préliminaires afin de reconnaître les filons. Ces derniers présentaient la plus grande irrégularité et il importait avant tout, de faire des recherches dans différentes directions pour mettre à jour les parties de la mine sur lesquelles l'exploitation aurait réellement pu être productive.
Au début des années 1890, tous les titres miniers d'antimoine de Nakéty seront aux mains de la SLN qui en est restée la détentrice jusqu'à nos jours.
L'aventure de l'antimoine calédonien avait été de courte durée. Les filons de stibine étaient relativement minces et peu importants même si les teneurs au début de l'exploitation avaient parfois révélé des résultats surprenants. Sur place, il reste encore de la stibine mais à des teneurs économiquement peu exploitables.